# Приліпці
Приліпці — (біл. вёска Прилепцы), село (веска) в складі Логойського району розташоване в Мінській області Білорусі, підпорядковане Плещеницькій сільській раді.
Село Приліпці розташоване в центральних районах Білорусі, у північній частині Мінської області - орієнтовне розташування [Архівовано 25 грудня 2018 у Wayback Machine.].